# 井口海仙
井口 海仙（いぐち かいせん、1900年6月24日 - 1982年6月8日）は、日本の茶道家。京都市に、13代千宗室の3男として生まれた。名は三郎、号は宗含。裏千家宗家の父に茶道を学ぶ。茶道教授をしながら、機関誌「茶道月報」を主宰。戦後は淡交社社長として茶道書の出版、執筆に活躍した。

## 著書
- 茶道入門 河原書店 1934
- 茶道雑話 井口三郎 河原書店 1936
- 裏千家流点前 井口三郎 河原書店 1938 (茶道文庫)
- 客の心得 河原書店 1941 (茶道文庫)
- 竹蔭抄 河原書店 1947
- お茶の常識 富書店 1948
- 新修茶道教本 臼井書房 1949
- 水屋の話 淡交社 1955 (淡交叢書)
- 茶会への招待 淡交社 1955 3版
- 茶道 その入門と真髄 六月社 1956
- 新選茶の湯読本 淡交新社 1959
- 茶人のことば 淡交新社 1962 4版
- 茶道入門 保育社 1967 (カラーブックス)
- 茶道名言集 社会思想社 1968 (現代教養文庫) のち講談社学術文庫
- 茶室の案内 淡交社 1968 (茶の湯ライブラリー)
- 茶道入門 作法と心得 社会思想社 1969 (現代教養文庫)
- 茶道よもやま話 淡交社 1972
- 四季の点心 淡交社 1973
- 点心十二ケ月 淡交社 1979.11 (グリーンブックス)
- 井口海仙著作選集 全3巻 淡交社 1992.6

## 共編著
- 茶道用語辞典 編 淡交社 1955 4版
- 茶道用語集 淡交社、1962
- 京の茶室と庭 中村昌生共著 淡交新社 1963
- 京の茶家 久田宗也,中村昌生共編 墨水書房 1969
- 茶道辞典 永島福太郎と監修 淡交社 1979.4

## 参考
- 日本人名大辞典